# Propyloheksedryna
Propyloheksedryna – organiczny związek chemiczny z grupy amin. Stosowana jako lek sympatykomimetyczny. Działa na ośrodkowy układ nerwowy słabiej od amfetaminy. Powoduje również mniejsze zwężenie naczyń krwionośnych. Hamuje łaknienie, co wykorzystywane jest przy walce z otyłością. Stosowana jest również w stanach psychofizycznego wyczerpania.
Propyloheksedryna jest związkiem lotnym, co ułatwia stosowanie jej w inhalacji przez nos w leczeniu przeziębień, alergicznego nieżytu nosa i zapalenia zatok. Propyloheksedrynę stosuje się u tych chorych, u których jest niewskazane leczenie efedryną.